# Падово-при-Осилниці
Падово-при-Осилниці (словен. Padovo pri Osilnici) — поселення в общині Осилниця, регіон Південно-Східна Словенія, Словенія.